# 김향리
김향리(金香里, 1990년 5월 26일~)는 대한민국의 여성 성우이다.